# Vinod Rathod

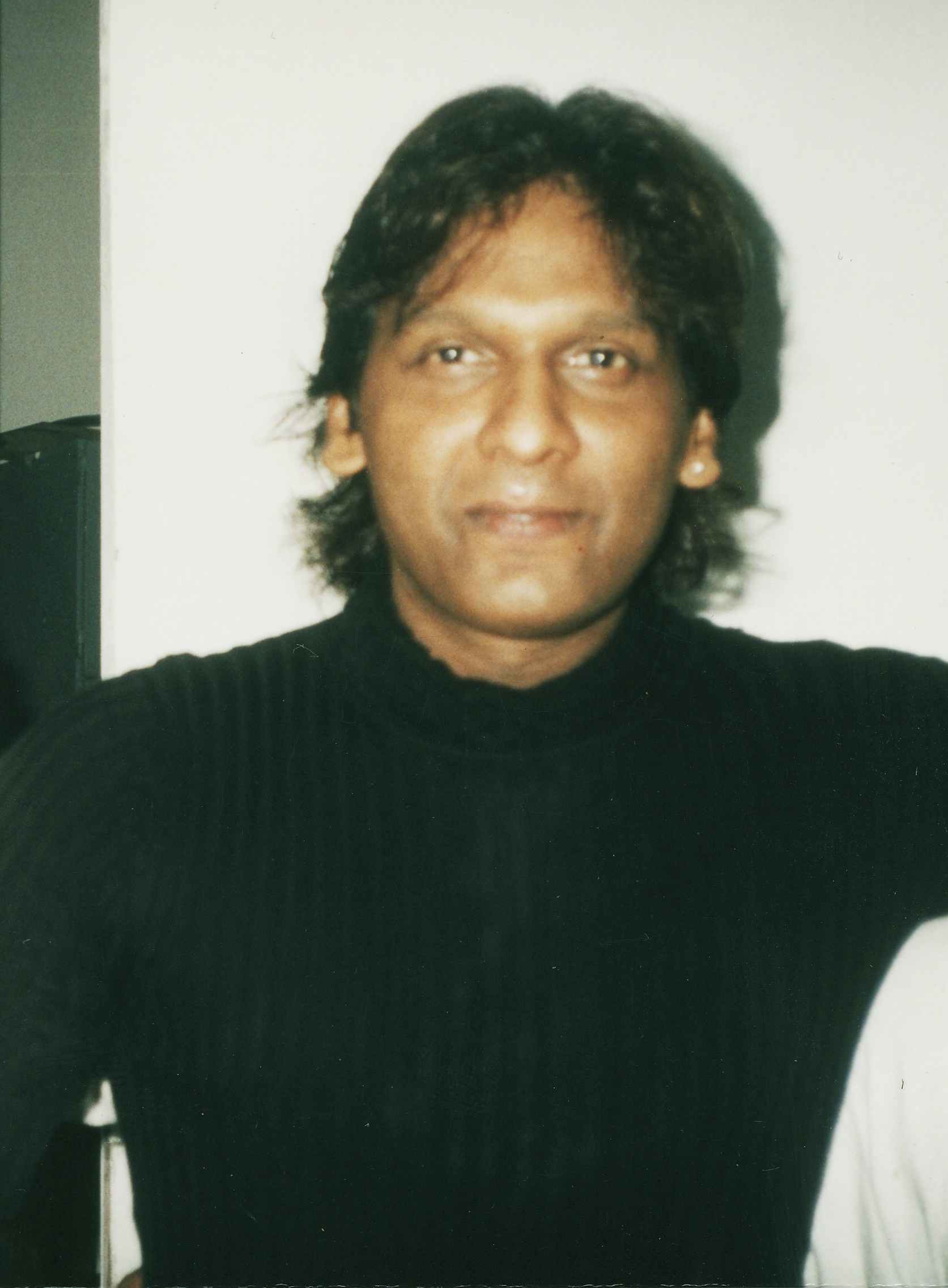
Vinod Rathod

Vinod Rathod (n. 12 de septiembre de 1962 en Bombay) es un cantante de playback o reproducción indio de Bollywood, hijo de la cantante Pandit Chhaturbhuj Rathod. Ha interpretado numerosos canciones que fueron populares para películas de Bollywood, incluyendo Chal Mere Bhai, Lage Raho Munna Bhai, Cachemira Misión y Baazigar. Rathod interpretó la canción titulada "Baa Bahu Aur baby" para la serie "Baa Bahu Aur baby".

## Biografía
Vinod Rathod aprendió música clásica escuchando a famosos intérpretes de este género entre ellos a su madre, Pandit Chaturbhuj Rathod. Su padre sabía que eliba a tener talento y por lo que estaba interesado en la música. Vinod podía comprender lo esencial de la música y ha demostrado un estilo distinto para el canto. De ahí que su padre le dio una formación básica.

## Carrera
Su carrera comenzó cuando Usha Khanna lo llamó para formar parte de una audición en abril de 1986, para que cantara un estilo musical llamado "qawwali", un tema musical titulado "Mere Dil Hai principal Andhera, Koi Shamma Para De Jala" en Bedaag. Mohammed Aziz fue su co-intérprete. Vinod ha sido registrado no menos con 40 canciones como compositor y también cantó para otros compositores, como Ajay Swami y Kohli Surinder. Su canción fue el título de una serie de televisión, llamado "Yeh Jeevan Hai Akash Ganga" para la serie de "Ganga Akash", fue un gran éxito entre los espectadores. Entró en la liga de películas, cuando los compositores Shiv-Hari lo llamó para grabar para el film titulado "Baadal Pe Chalke AA", protagonizados por Lata Mangeshkar y Wadekar Suresh, que resultó ser popular y en "Zindagi Har Janam Pyar Ki Dastan" con Lata Mangeshkar en 1988, que también resultó ser un éxito mayor. Vinod fue la voz de "Rishi Kapoor" en la película "Starer". Luego cantó para "Rishi-Yash-Shiv-Hari" de nuevo en Chandni en 1989. Esta canción, "Se Parbat Kaali Ghata Takrai" protagonizado por Asha Bhosle, también resultó ser un éxito, junto con "Mein Sheharon Ek Shehar Suna" con Lata Mangeshkar.

## Filmografía
- Munnabhai Chale Amerika (2011)
- Zamaanat (2008)
- Ram Gopal Varma Ki Aag (2007)
- Traffic Signal (2007)
- Lage Raho Munna Bhai (2006)
- Meri Majboori... (2006)
- Vissfoth... [Music: Rituraj](2005)
- Pandit... Ek Yodha (2005)
- Munnabhai M.B.B.S. (2003)
- Chal Mere Bhai (2000)
- Baazigar (1993)
- Deewana (1992)